# Північна Македонія на Дитячому пісенному конкурсі Євробачення
Північна Македонія на Дитячому пісенному конкурсі Євробачення щороку бере участь з моменту заснування конкурсу у 2003 році, за винятком 2012, 2014 та 2020 років.
Першими представницями країни на Дитячому Євробаченні стали Марія та Вікторія з піснею «Ti Ne me Poznavaš» (Ти мене не знаєш), що посіли 12 місце.
Найкращим результатом Північної Македонії на конкурсі є 5-те місце, яке країні принесли Росіца Кулакова й Дімітар Стойменовський у 2007 році з піснею «Ding Ding Dong», що отримали 111 балів, а також Бобі Андонов у наступному 2008 році, з піснею «Prati Mi SMS» (Надішли мені SMS), яка набрала 93 бали.

## Учасники
Умовні позначення
     Переможець
     Друге місце
     Третє місце
     Четверте місце
     П'яте місце
     Останнє місце
     Не брала участі
     Відмова від участі
| Рік  | Місце проведення | Учасник                                  | Пісня                                                                                 | Місце           | Бали            |
| ---- | ---------------- | ---------------------------------------- | ------------------------------------------------------------------------------------- | --------------- | --------------- |
| 2003 | Копенгаген       | Марія та Вікторія                        | Ti Ne me Poznavaš (Ти мене не знаєш)                                                  | 12              | 19              |
| 2004 | Ліллегаммер      | Мартіна Сіляновська                      | Zabava (Весело)                                                                       | 7               | 64              |
| 2005 | Гасселт          | Денис Дімоскі                            | Rodendenski Baknež (День народження Бакнеж)                                           | 8               | 68              |
| 2006 | Бухарест         | Зана Аліу                                | Vljubena (Закохана)                                                                   | 15              | 14              |
| 2007 | Роттердам        | Росіца Кулакова & Дімітар Стойменовський | Ding Ding Dong (Дін Дін Дон)                                                          | 5               | 111             |
| 2008 | Лімасол          | Бобі Андонов                             | Prati Mi SMS (Надішли мені SMS)                                                       | 5               | 93              |
| 2009 | Київ             | Сара Маркоська                           | Za Ljubovta (Для кохання)                                                             | 12              | 31              |
| 2010 | Мінськ           | Аня Ветерова                             | Eooo, Eooo                                                                            | 12              | 38              |
| 2011 | Єреван           | Доріян Длака                             | Zimi Ovoj Frak (Цей зимовий фрак)                                                     | 12              | 31              |
| 2012 | Амстердам        | Не брала участь                          | Не брала участь                                                                       | Не брала участь | Не брала участь |
| 2013 | Київ             | Барбара Попович                          | Ohrid i muzika (Охрид і музика)                                                       | 12              | 19              |
| 2014 | Марса            | Не брала участь                          | Не брала участь                                                                       | Не брала участь | Не брала участь |
| 2015 | Софія            | Івана Петковська і Магдалена Алексовська | Pletenka - Braid of Love (Плетенка - Коса кохання)                                    | 17              | 26              |
| 2016 | Валетта          | Мартія Станойкович                       | Love Will Lead Our Way (Ljubovta ne vodi) (Любов буде вести наш шлях / Любов не веде) | 12              | 41              |
| 2017 | Тбілісі          | Міна Блажев                              | Dancing Through Life (Танці крізь життя)                                              | 12              | 69              |
| 2018 | Мінськ           | Марія Спасовська                         | Doma (Вдома)                                                                          | 12              | 99              |
| 2019 | Глівіце          | Міла Москов                              | Fire (Вогонь)                                                                         | 6               | 150             |
| 2020 | Варшава          | Не брала участь                          | Не брала участь                                                                       | Не брала участь | Не брала участь |
| 2021 | Париж            | Dajte Muzika                             | Green Forces (Зелені сили)                                                            | 9               | 114             |
| 2022 | Єреван           | Лара та Ірина                            | Животот е пред мене (Моє життя попереду мене)                                         | 14              | 54              |
| 2023 | Ніцца            | Тамара Груєська                          | «Кажи ми, кажи ми кој» (Скажи мені, скажи мені хто)                                   | 12              | 76              |
| 2024 | Мадрид           | Ана та Алексей                           | «Marathon»(Марафон)                                                                   | 16              | 54              |
| 2025 |                  |                                          |                                                                                       |                 |                 |

## Історія голосування (2003-2024)
| №  | Дано                 | Дано | Отримано             | Отримано |
| №  | Країна               | Очок | Країна               | Очок     |
| -- | -------------------- | ---- | -------------------- | -------- |
| 1  | Сербія               | 100  | Сербія               | 66       |
| 2  | Вірменія             | 89   | Албанія              | 55       |
| 3  | Грузія               | 79   | Мальта               | 51       |
| 4  | Росія                | 77   | Нідерланди           | 47       |
| 5  | Мальта               | 76   | Росія                | 39       |
| 6  | Білорусь             | 70   | Білорусь             | 36       |
| 7  | Іспанія              | 63   | Польща               | 36       |
| 8  | Україна              | 58   | Україна              | 35       |
| 9  | Хорватія             | 44   | Вірменія             | 35       |
| 10 | Нідерланди           | 43   | Румунія              | 32       |
| 11 | Болгарія             | 42   | Португалія           | 27       |
| 12 | Італія               | 40   | Ірландія             | 25       |
| 13 | Румунія              | 36   | Грузія               | 24       |
| 14 | Франція              | 36   | Швеція               | 23       |
| 15 | Бельгія              | 29   | Хорватія             | 22       |
| 16 | Польща               | 28   | Франція              | 22       |
| 17 | Албанія              | 28   | Болгарія             | 20       |
| 18 | Данія                | 27   | Литва                | 15       |
| 19 | Литва                | 24   | Бельгія              | 14       |
| 20 | Швеція               | 20   | Італія               | 13       |
| 21 | Велика Британія      | 17   | Казахстан            | 12       |
| 22 | Австралія            | 16   | Австралія            | 12       |
| 23 | Латвія               | 14   | Кіпр                 | 11       |
| 24 | Казахстан            | 13   | Азербайджан          | 11       |
| 25 | Португалія           | 13   | Сербія та Чорногорія | 10       |
| 26 | Кіпр                 | 11   | Латвія               | 8        |
| 27 | Сербія та Чорногорія | 10   | Іспанія              | 8        |
| 28 | Молдова              | 9    | Велика Британія      | 7        |
| 29 | Ірландія             | 9    | Молдова              | 6        |
| 30 | Чорногорія           | 8    | Уельс                | 6        |
| 31 | Норвегія             | 7    | Данія                | 5        |
| 32 | Азербайджан          | 5    | Норвегія             | 5        |
| 33 | Греція               | 4    | Швейцарія            | 5        |
| 34 | Німеччина            | 4    | Греція               | 5        |
| 35 | Естонія              | 2    | Чорногорія           | 5        |
| 36 | Словенія             | 1    | Ізраїль              | 5        |
| 37 | Швейцарія            | —    | Німеччина            | 4        |
| 38 | Ізраїль              | —    | Сан-Марино           | 1        |
| 39 | Уельс                | —    | Словенія             | —        |
| 40 | Сан-Марино           | —    | Естонія              | —        |